# Дмитриево (Ростиловское муниципальное образование)
Дмитриево — деревня в Грязовецком районе Вологодской области.
Входит в состав Ростиловского муниципального образования, с точки зрения административно-территориального деления — в Ростиловский сельсовет.
Расстояние по автодороге до районного центра Грязовца — 19 км, до центра муниципального образования Ростилово — 12 км.
По переписи 2002 года население — 4 человека.